# امیل رولمان (قایقران)
امیل دانیل رولمان (به فرانسوی: Émile Daniel Ruhlmann)؛ (زادۀ ۲۴ ژانویهٔ ۱۸۹۷ میلادی – درگذشتۀ ۲۸ ژانویهٔ ۱۹۷۵ میلادی) ورزشکار روئینگ اهل فرانسه بود. او در مسابقات هشت نفرۀ مردان در بازی‌های المپیک تابستانی ۱۹۲۰ میلادی شرکت کرد.